# Československá medaile Vítězství
Československá medaile Vítězství, přesněji Mezispojenecká vítězná medaile (francouzsky: Médaille interallié de la victoire) je společná medaile zemí, které se 1 sv. války účastnily na straně Trojdohody. Udělována byla jako pamětní medaile.

## Vznik
Medaile vznikla na návrh vrchního velitele spojeneckých vojsk maršála F. Foche, zpracování československé verze provedl Otakar Španiel. O jejím vzniku bylo rozhodnuto na mírové konferenci v Paříži 24. ledna 1919. V Československu bylo její zavedení schváleno 10. dubna 1920 a stanovy doplněny 13. února 1922. Zanikla 15. března 1939.

## Provedení
Medaile je v základním provedení totožná pro všechny země, ale s typickými symboly jednotlivých zemí. Je ražena z bronzu.

### Lícová strana
Lícová strana obsahuje reliéf bohyně Viktorie s křídly, jež symbolizuje vítězství. Bohyně drží v levé ruce dolů směřující meč a v pravé ruce vavřínovou ratolest.

### Rubová strana

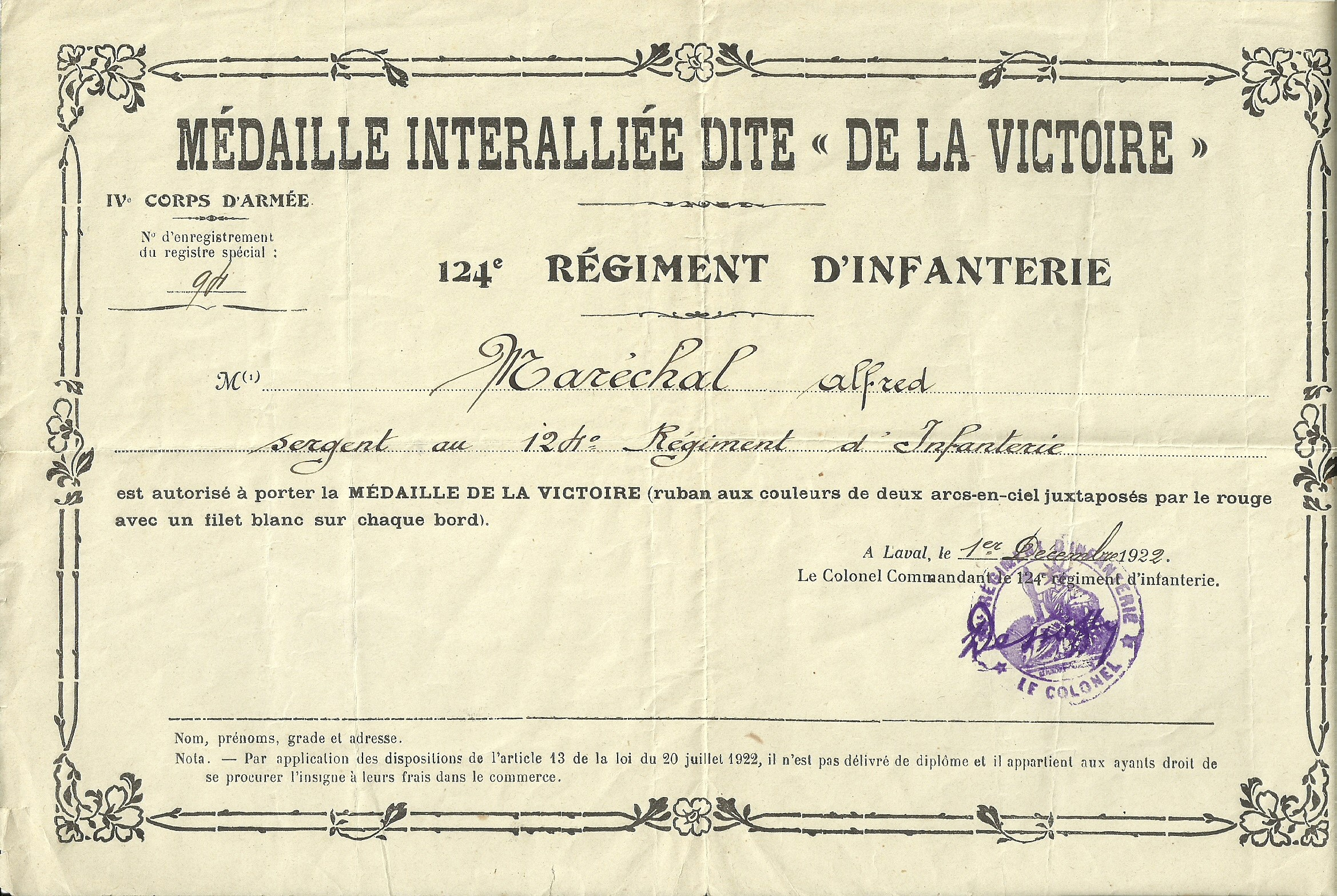
Dekret o udělení (francouzská verze)

Na rubu se nachází státní znak obkroužený nápisem Světová válka za civilisaci. Na štítku za znakem jsou letopočty 1914 – 1918. Na ploše rubové strany se nachází i 10 lipových lístků.

### Stuha
Stuha je provedena v barvách duhy s červenou barvou uprostřed.

## Významní nositelé
- Sergěj Ingr
- Alois Vicherek
- Karel Janoušek
- Jan Syrový
- Josef Šnejdárek
- Alois Eliáš
- Karel Kutlvašr
- Vojtěch Luža
- Rudolf Medek
- František Slunečko
- Oleg Svátek
- Hugo Vojta
- Radola Gajda
- Otakar Husák
- Ludvík Svoboda
- George S. Patton